# Granja dels Campassos

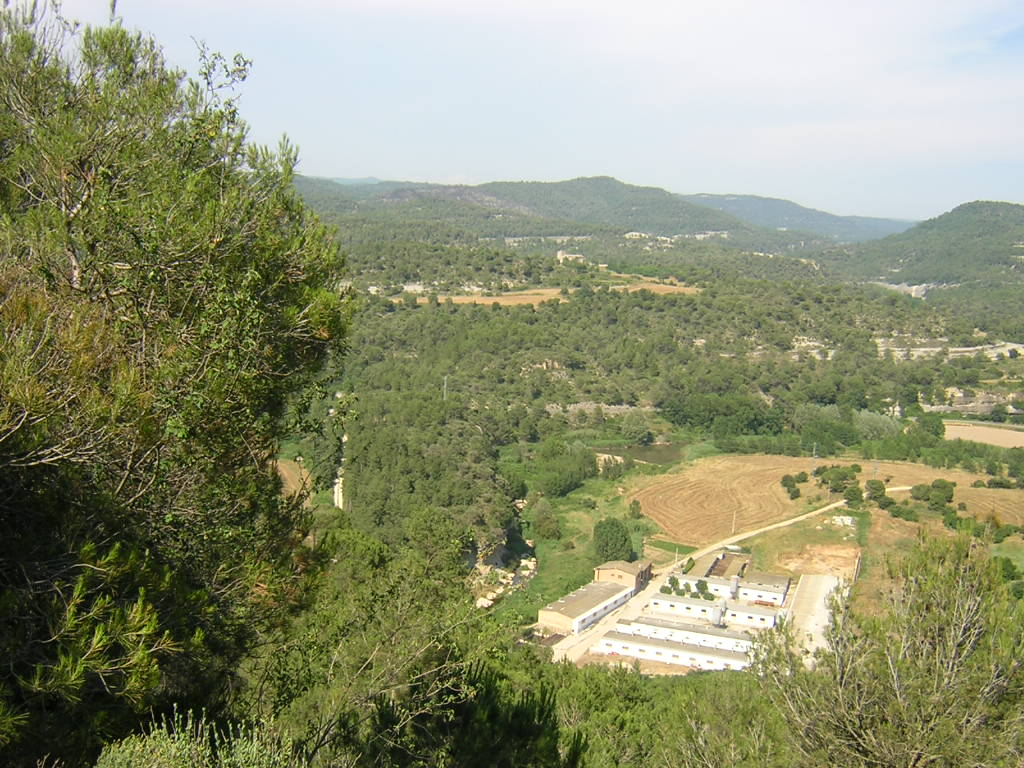
La Granja, a l'extrem dels Campassos

La Granja dels Campassos és una explotació agropecuària dedicada a la producció porcina del terme municipal de Monistrol de Calders, al Moianès.
Està situada a l'extrem sud-oest dels Campassos, a l'esquerra del Calders. És al nord-oest del poble de Monistrol de Calders i al sud-est de la Colònia.